# Seleuš
Seleuš (cyr. Селеуш) – wieś w Serbii, w Wojwodinie, w okręgu południowobanackim, w gminie Alibunar. W 2011 roku liczyła 1191 mieszkańców.